# Peter I. (Jugoslawien)

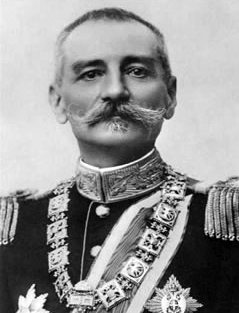
Peter I. Karađorđević (um 1910)

Peter I. (auch Petar I., serbisch Петар I Petar I; * 29. Junijul. / 11. Juli 1844greg. in Belgrad als serbisch Петар Александровић Карађорђевић Petar Aleksandrović Karađorđević; † 16. August 1921 ebenda) war von 1903 bis 1918 König der Serben und ab 1918 bis zu seinem Tod König der Serben, Kroaten und Slowenen.
Er stammte aus dem Haus Karađorđević und erhielt den Beinamen Petar Oslobodilac (der Befreier).

## Herkunft

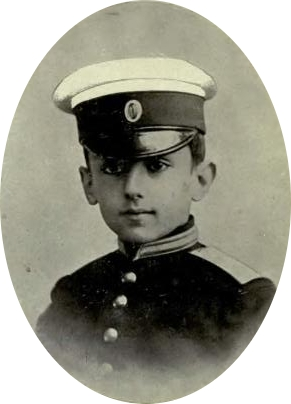
Peter um 1854

Peter Aleksandrović Karađorđević wurde am 29. Junijul. / 11. Juli 1844greg. in Belgrad geboren. Er war der fünfte von insgesamt zehn Nachkommen des seit 1842 regierenden serbischen Fürsten Aleksandar Karađorđević und dessen Ehefrau Persida Nenadović. Väterlicherseits war er ein Enkel des serbischen Freiheitskämpfers Karađorđe, dem Begründer der Dynastie Karađorđević.
Aus dynastischer Sicht spielte Peter zunächst eine untergeordnete Rolle. Erst durch den frühen Tod seines älteren Bruders Svetozar galt er ab 1847 als legitimer Nachfolger auf den Thron des teilautonomen Fürstentums Serbien.

## Leben

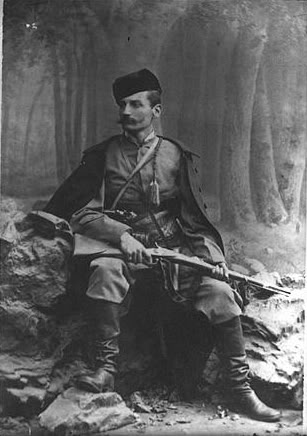
Peter als Freischärler (1875/76)

Peter verbrachte seine Kindheit in Belgrad und Topola, der Heimatstadt seiner Familie. Infolge einer innenpolitischen Krise wurde sein Vater im Dezember 1858 zur Abdankung zugunsten von Mihailo Obrenović aus der Dynastie Obrenović gezwungen. Aleksandar ging daraufhin mit seiner Familie im damals österreich-ungarischen Timișoara ins Exil. Peter wurde in die Schweiz geschickt, um seine Schulbildung am Institute Olivier Venel in Genf fortzusetzen und im September 1861 am renommierten Pariser Collège Sainte-Barbe abzuschließen. Zwischen 1862 und 1864 absolvierte er eine Offiziersausbildung an der Militärschule Saint-Cyr. Im Anschluss lebte Peter einige Monate in Paris und widmete sich neben dem Studium politisch-philosophischer Literatur, die ihm die Grundprinzipien des Liberalismus und Parlamentarismus näher brachten, der Fotografie und der Malerei. 1866 besuchte er die Höhere Artillerieschule in Metz (École d'application de l'artillerie et du génie), 1868 publizierte er eine serbische Übersetzung des Werks On Liberty des britischen Philosophen John Stuart Mill.
Nach Ausbruch des Deutsch-Französischen Krieges im Jahr 1870 trat er unter dem Pseudonym Petar Kara als Leutnant in die Fremdenlegion ein. Im Verlauf des Krieges nahm er an der Schlacht von Orléans und dem Gefecht bei Villersexel teil. Im Frühjahr 1871 konnte Peter aus der deutschen Kriegsgefangenschaft fliehen und sich der aufständischen Pariser Kommune anschließen.
Die anhaltenden Spannungen auf der Balkanhalbinsel (Balkankrise) führten zum Ausbruch eines Aufstandes der orthodoxen Bevölkerungsteile in Bosnien gegen die osmanische Fremdherrschaft (Serbisch-Osmanischer Krieg). Peter sah in diesem Aufstand die Möglichkeit, Einfluss auf die serbische Politik zu nehmen und seiner Dynastie die Rückkehr auf den Fürstenthron zu ermöglichen. Im August 1875 ging er nach Bosnien und befehligte unter dem Decknamen Petar Mrkonjić eine Gruppe Freischärler im Kampf gegen die Osmanen. Nach einem illegalen Grenzübertritt auf österreichisch-ungarisches Territorium wurde er 1878 kurzzeitig interniert, ehe er nach Paris zurückkehren konnte. Aufgrund seiner Aktivitäten, die gegen das Haus Obrenović gerichtet waren, wurde Peter in Serbien wegen Hochverrats in absentia zum Tode verurteilt.
Durch Beteiligung am bosnischen Aufstand gegen die Osmanen 1876 und durch Verschwägerung mit der Fürstenfamilie von Montenegro versuchte Peter sein politisches Gewicht zielstrebig zu steigern, blieb jedoch lange erfolglos. Erst im Gefolge der Ermordung des serbischen Königs Aleksandar Obrenović am 11. Juni 1903 durch Offiziere unter Dragutin Dimitrijević, die dabei auch die verhasste Königin und deren Brüder, den Ministerpräsidenten und mehrere Offiziere töteten, entschied sich die serbische Nationalversammlung unter dem Einfluss der Radikalen Volkspartei des Nikola Pašić, Peter aus seinem Exil in Genf zurückzuholen und zum König zu proklamieren. Inwieweit der Thronprätendent die Ermordung seines Vorgängers mitgeplant oder gebilligt hat, wurde, trotz unterschiedlicher Mutmaßungen, nicht geklärt – jedenfalls lastete in der europäischen Diplomatie und Öffentlichkeit mehrere Jahre ein Makel auf seiner Königsherrschaft. Als König leitete Peter I. liberale Reformen ein, verbündete sich mit Russland und baute die Beziehungen zu Frankreich aus, während er zugleich versuchte, den Einfluss Österreich-Ungarns auf dem Balkan zurückzudrängen. So protestierte er 1908 während der Bosnischen Annexionskrise vehement, aber erfolglos gegen die Einverleibung Bosnien-Herzegowinas in die Doppelmonarchie, da Serbien selbst ein Interesse an dieser lange Zeit türkisch beherrschten Provinz hatte. Die Beziehungen zu Österreich-Ungarn waren ohnehin schon dadurch belastet, dass dessen Regierung 1906 die Einfuhr serbischen Rindfleisches verboten hatte.
Für Skandale sorgte Peters ältester Sohn Kronprinz Georg, der als Wortführer aggressiver jüngerer Offizierskreise galt und schließlich wegen der brutalen Ermordung des Bediensteten Stevan Kolaković 1909 entmündigt wurde. Sein Thronfolgerecht ging auf seinen jüngeren Bruder Aleksandar über.

### Balkankriege

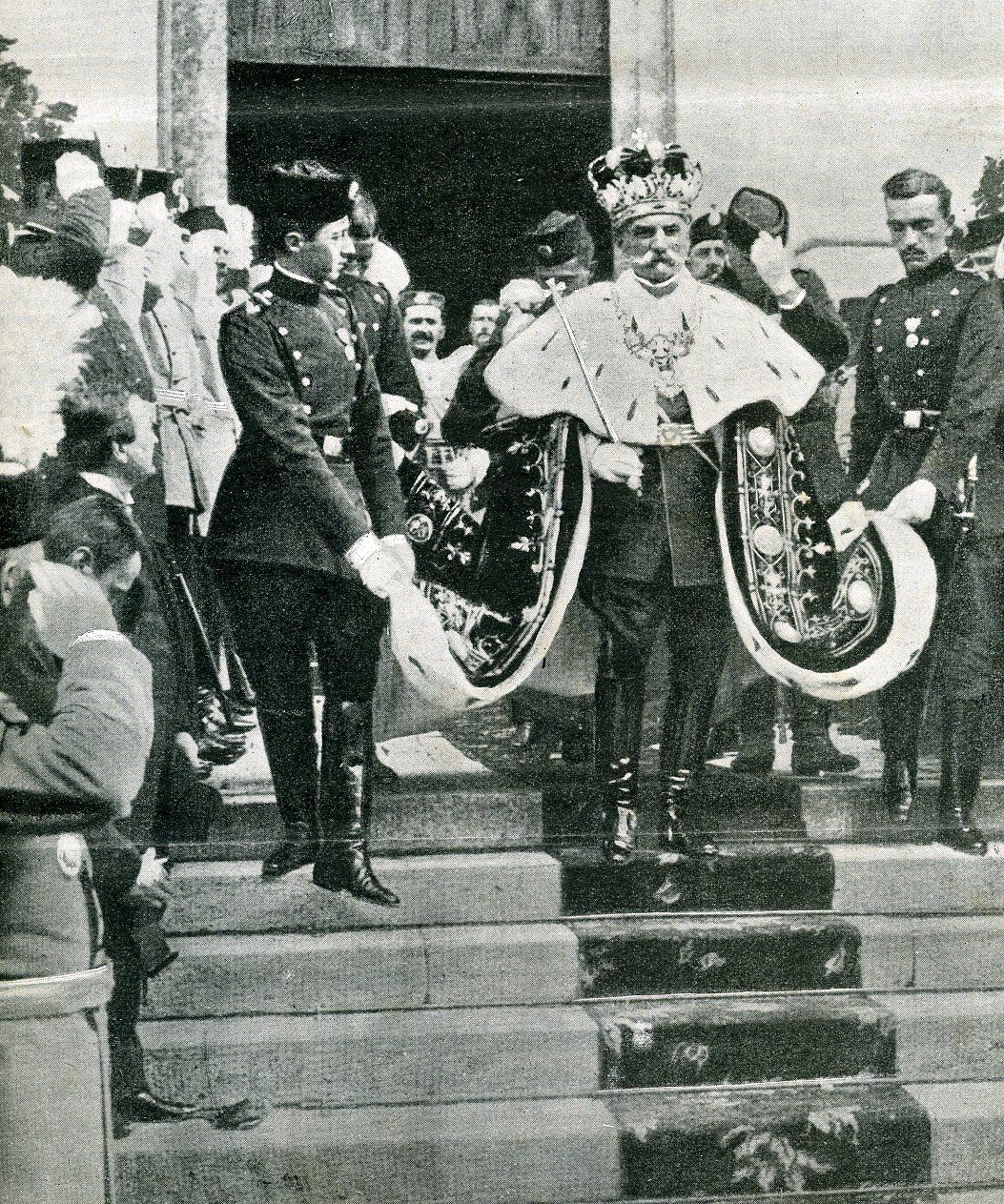
Peter im Krönungsornat (2. Oktober 1904)

War die Annexions-Krise von 1908/09 noch friedlich beigelegt worden, da Serbien für einen Krieg gegen Österreich-Ungarn keinen Rückhalt bei seinem Verbündeten Russland fand, so eskalierte die Situation 1912 in der Frage um den Besitz Mazedoniens. In diesem Jahr sahen die europäischen Nachbarstaaten des Osmanischen Reichs Serbien, Bulgarien, Montenegro und Griechenland, die sich im Balkanbund zusammenschlossen, die Gelegenheit gekommen, den türkischen Besitz in Europa unter sich aufzuteilen. Dabei war Peter I. insbesondere daran gelegen, für sein Land einen Zugang zur Adria zu erkämpfen. Nachdem Montenegro der Türkei bereits am 8. Oktober den Krieg erklärt hatte, schloss sich Serbien, gemeinsam mit Bulgarien und Griechenland, diesem Schritt am 17. Oktober an. Binnen kurzer Zeit konnten die Verbündeten beträchtliche Erfolge erzielen, woraufhin das Osmanische Reich bereits Ende November um einen Waffenstillstand ersuchen musste, als Albanien, Sandschak, das Kosovo, Mazedonien und Thrakien verloren gingen und die türkischen Truppen sich bis vor Istanbul zurückziehen mussten. Nach dem Militärputsch der Jungtürken Anfang 1913 flammten die Kämpfe zwar noch einmal auf, aber gegen die Übermacht des Balkanbundes war die Türkei machtlos, so dass sie am 30. Mai 1913 im Londoner Vertrag der Abtretung aller Gebiete westlich der Linie Enos-Midia zustimmen musste.
Wie diese Gebiete an die Sieger aufzuteilen waren, war aber umstritten. Die Großmächte Österreich-Ungarn und Italien wollten Serbien keinesfalls einen Zugang zum Meer zugestehen und setzten durch, dass Albanien unabhängig wurde und der Süden Mazedoniens an Griechenland fiel, während der Norden überwiegend zu Serbien kam. Letzteres verärgerte besonders Bulgarien, das für sich einen historischen Anspruch auf dieses Gebiet reklamierte und daraufhin im Juli 1913 Serbien überfiel (2. Balkankrieg). Nun kamen aber Rumänien, Montenegro, Griechenland und sogar die Türkei Peter I. zu Hilfe. Bereits am 30. Juli musste Bulgarien um Waffenstillstand bitten; im Frieden von Bukarest vom 10. August musste es den serbischen Besitz Nord-Mazedoniens endgültig anerkennen.

### Erster Weltkrieg

König Peter auf der Flucht vor den Mittelmächten (1915)

Die Lage blieb aber weiter angespannt, zumal Peter I. zwar einigen Gebietszuwachs bekommen hatte und so für Österreich-Ungarn bedrohlicher geworden war, aber doch seinem Ziel eines Adriazugangs nicht nähergekommen war. Dieses Ziel schien dann im Frühjahr und Frühsommer 1914 durch die von Russland geförderten Pläne einer staatlichen Union zwischen Serbien und Montenegro wieder greifbar zu werden.
Angeblich krankheitsbedingt musste Peter I. jedoch gerade in dieser Zeit – kurz vor Ausbruch des Ersten Weltkriegs – die Führung der Amtsgeschäfte an seinen Sohn Alexander I. Karađorđević als Regenten übergeben, wobei er jedoch den Königstitel behielt und den Sohn in der Julikrise nach der Ermordung des österreichischen Thronfolgers Franz Ferdinand durch von serbischen Kreisen unterstützte Terroristen in seiner festen Haltung gegenüber den österreichischen Ultimaten bestärkte.
Nach anfänglichen serbischen Erfolgen bei der Verteidigung Belgrads 1914 führte die militärische Übermacht Österreich-Ungarns 1915 dazu, dass nahezu ganz Serbien österreichisch besetzt wurde und die Königsfamilie nach Korfu fliehen musste. Der greise König Peter ließ jedoch – anders als 1916 sein ehemaliger Schwiegervater Nikola von Montenegro – seine Truppen nicht im Stich, sondern teilte alle Entbehrungen der Flucht, was ihm ein hohes Ansehen unter den einfachen Menschen verschaffte.

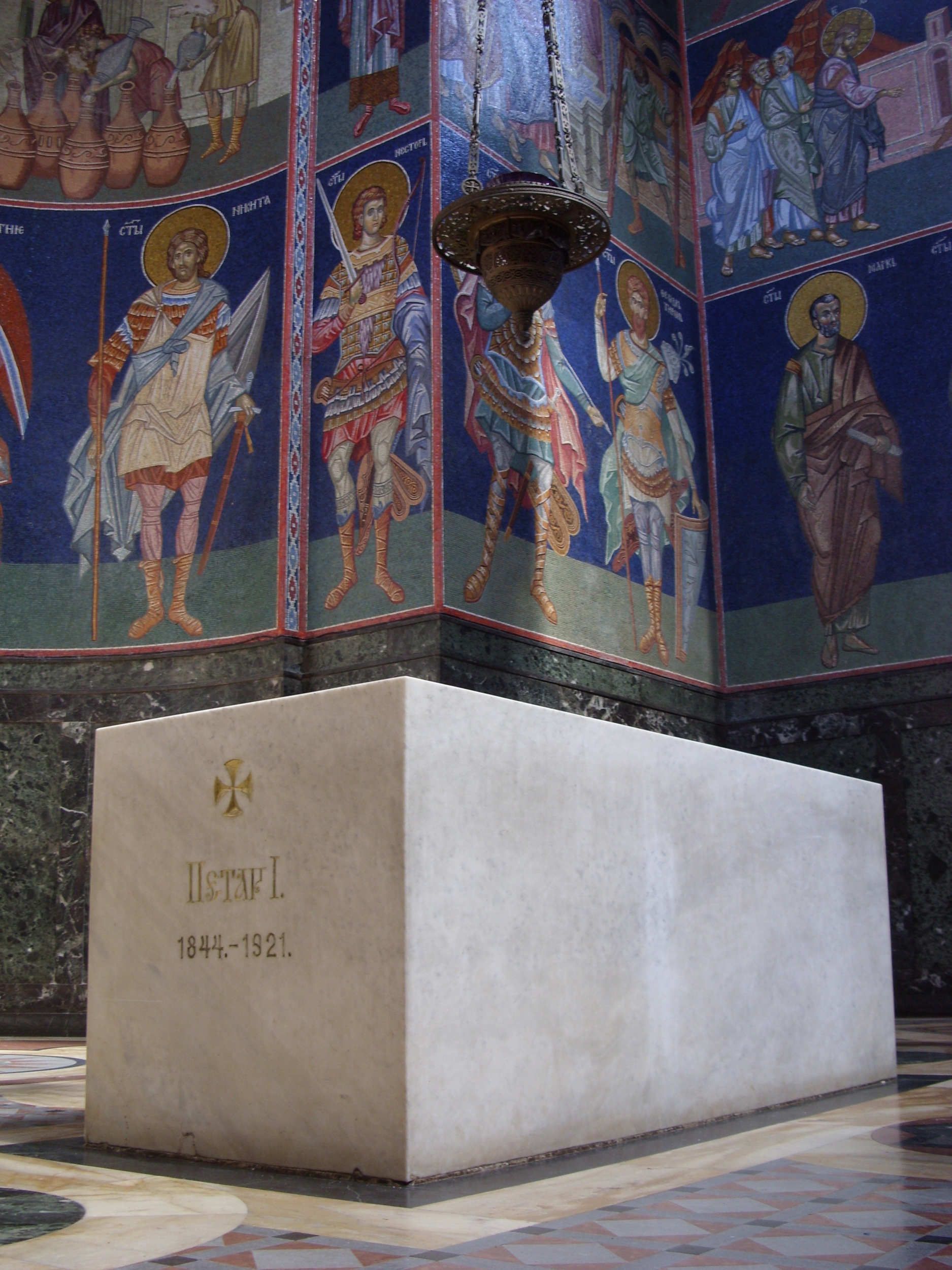
Grab Peters I. in der St. Georgs-Kirche in Oplenac

Mit dem faktischen Ende des Weltkrieges legte Kronprinz Alexander im Dezember 1918 seine Funktion als Regent nieder, und König Peter übernahm erneut die Amtsgeschäfte – nunmehr als König des beträchtlich vergrößerten Königreiches der Serben, Kroaten und Slowenen, da Österreich mit der Kapitulation die südslawischen Gebiete verlor, die sich am 1. Dezember 1918 zu diesem neuen Staat zusammenschlossen (Deklaration von Korfu). Die inneren Differenzen in diesem Staat, insbesondere zwischen den Serben, die einen zentralistisch von Belgrad aus regierten Staat wollten, und Kroaten, die eine lockere Föderation anstrebten, zeigten sich frühzeitig, doch musste der schwer kranke Peter I., der bereits Mitte siebzig war, die Aufgabe der staatlichen Integration seinem Sohn überlassen. Er selbst starb 1921 und wurde in der St. Georgs-Kirche auf dem Oplenac begraben.

## Ehe und Nachkommen
Im montenegrinischen Cetinje heiratete Peter am 30. Julijul. / 11. August 1883greg. Zorka von Montenegro (1864–1890) aus dem Haus Petrović-Njegoš. Die Prinzessin war die älteste Tochter des Fürsten Nikola von Montenegro und dessen Gemahlin Milena Vukotić.
Aus der Ehe gingen fünf Nachkommen hervor:
- Elena (1884–1962) ⚭ Iwan Konstantinowitsch Romanow
- Milena (1886–1887)
- Georg (1887–1972)
- Alexander (1888–1934), ab 1921 König Alexander I. ⚭ Maria von Rumänien
- Andrija (*/† 1890).

## Wappen

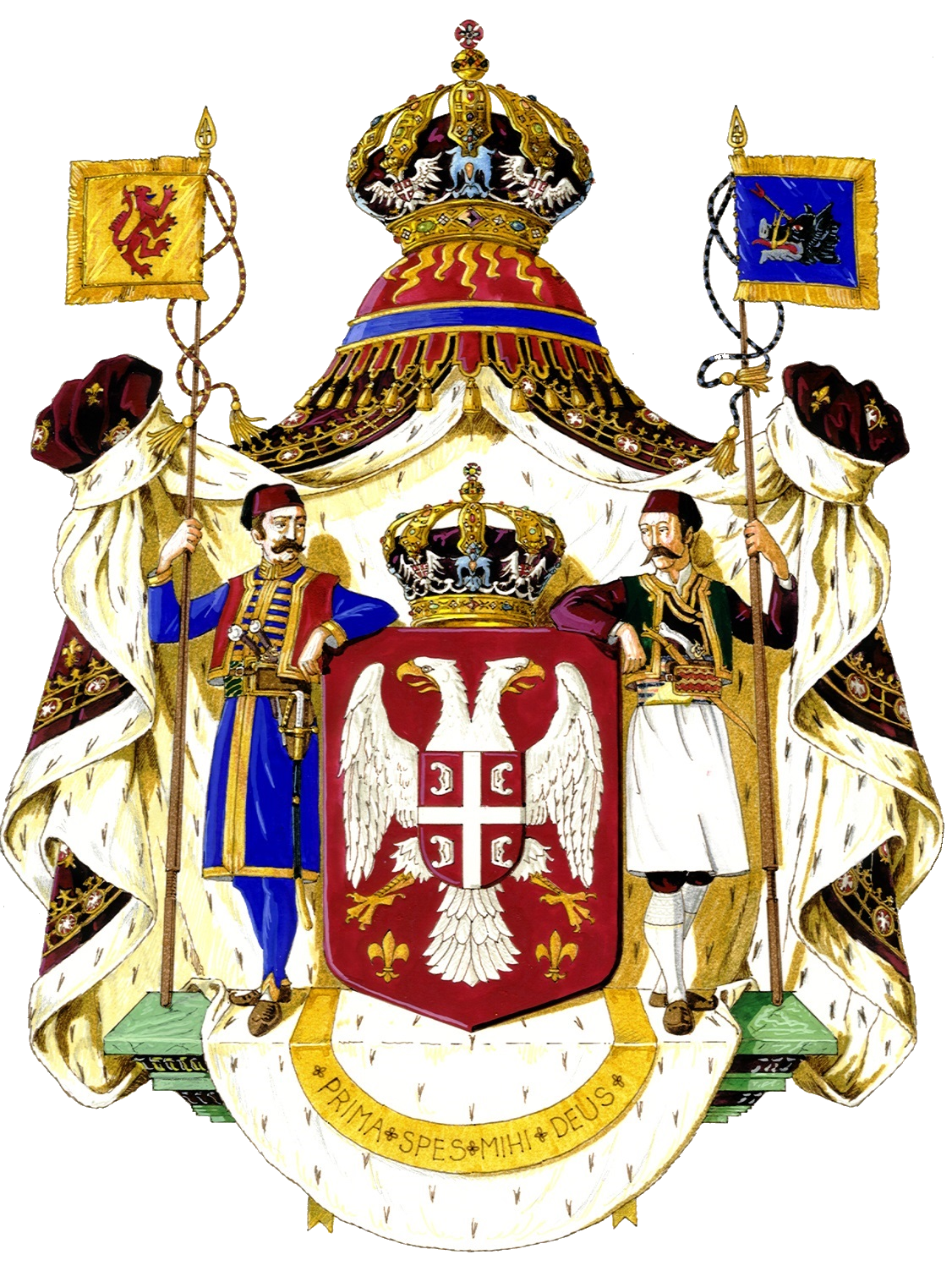
Haus Karađorđević
Königliches Monogramm
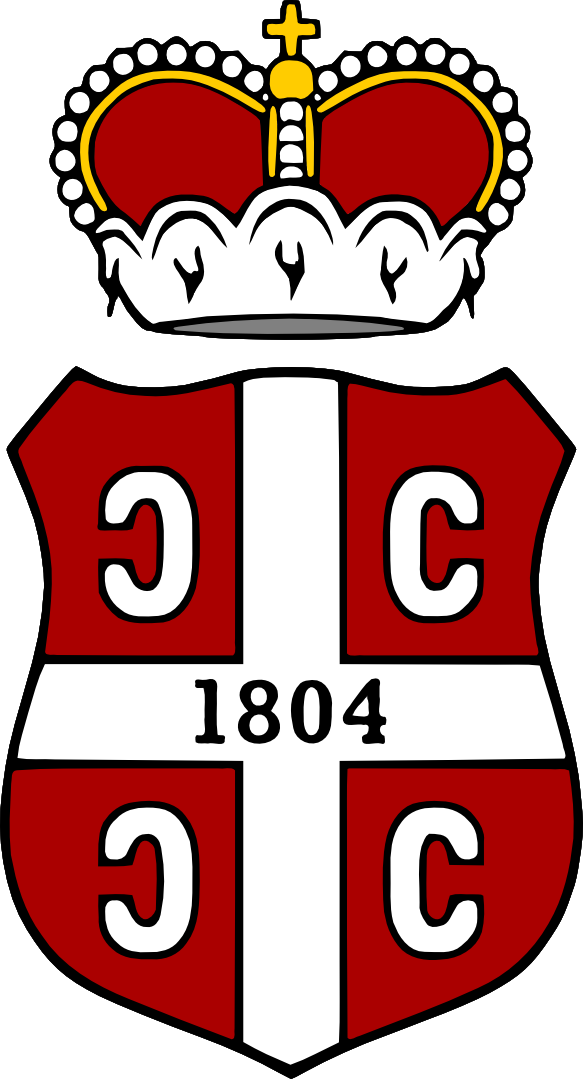
Wappen Peters I.